# Orphinus tabitha
Orphinus tabitha es una especie de escarabajo de piel del género Orphinus, de la familia Dermestidae, orden Coleoptera.

## Distribución
Se distribuye por Asia: Sri Lanka y el sur de la India.

## Taxonomía
Fue descrita por Arrow en 1915.